# Ahmed Mekki-Bezzeghoud
Ahmed Mekki-Bezzeghoud, né le 29 mai 1883 à Nemours et mort le 23 juillet 1953 à Paris, est un homme politique français.

## Mandats
- Député d'Oran (1946-1955)[1].